# José Ocio Cuezva
José Ocio Cuezva (Logronyo, 5 de maig de 1970) és un exfutbolista riojà, que ocupava la posició de davanter.

## Trajectòria
Sorgeix del planter del CD Logroñés. Mentre milita a l'equip B dels riojans, hi debuta a la primera divisió en la campanya 90/91, en la qual hi disputa mitja part contra el Sevilla FC.
A la campanya 94/95 fitxa per l'Elx CF, en aquells moments a la Segona B, categoria en la qual militaria les següents temporades. La temporada 95/96 recala al Màlaga CF, i a la posterior, al Racing de Ferrol, on hi roman temporada i mitja. Al mercat d'hivern de la temporada 97/98 fitxa per l'Aurrerá de Vitoria.